# Recopa Sudamericana 2018
La Recopa Sudamericana 2018, oficialmente Conmebol Recopa Sudamericana 2018, fue la vigésimo sexta edición del torneo organizado por la Confederación Sudamericana de Fútbol, que enfrenta anualmente al campeón de la Copa Libertadores de América con el campeón de la Copa Sudamericana.
Participaron Grêmio de Brasil, campeón de la Copa Libertadores 2017, e Independiente de Argentina, vencedor de la Copa Sudamericana 2017. Los partidos se jugaron en el Estadio Libertadores de América de Avellaneda y en el Arena do Grêmio de Porto Alegre, los días 14 y 21 de febrero de 2018. Fue la primera final repetida en la historia de la competición, ya que ambos equipos se habían enfrentado en la edición de 1996, y al igual que en aquella oportunidad, Grêmio se llevó el título, esta vez por intermedio de la definición por penales después de empatar 1-1 como visitante y 0-0 en casa. Fue la segunda consagración del cuadro de Porto Alegre en el certamen.

## Equipos participantes
|  | Grêmio        |  | Bandera de Brasil    |  | Campeón de la Copa Libertadores (2017) |
|  | Independiente |  | Bandera de Argentina |  | Campeón de la Copa Sudamericana (2017) |

## Sedes
| Avellaneda                      | Porto Alegre                   |
| ------------------------------- | ------------------------------ |
| Estadio Libertadores de América | Arena do Grêmio                |
| Capacidad: 48 069 espectadores  | Capacidad: 55 662 espectadores |
|                                 |                                |

## Resultados
| Bandera de Brasil | vs. | Bandera de Argentina  |
| Grêmio 1 0 (5)    | vs. | Independiente 1 0 (4) |

### Partido de ida
| 14 de febrero de 2018, 21:00 (UTC-3) | Independiente | 1:1 (1:1) | Grêmio   | Estadio Libertadores de América, Avellaneda                |                                                            |
|                                      | Cortez 33'    | Reporte   | Luan 21' | Asistencia: 47 000 espectadores Árbitro(s): Roddy Zambrano | Asistencia: 47 000 espectadores Árbitro(s): Roddy Zambrano |

| 25         | POR        | Martín Campaña      |     |
| 16         | DEF        | Fabricio Bustos     | 82' |
| 2          | DEF        | Alan Franco         |     |
| 14         | DEF        | Fernando Amorebieta |     |
| 20         | DEF        | Gastón Silva        |     |
| 10         | MED        | Fernando Gaibor     | 66' |
| 5          | MED        | Nicolás Domingo     |     |
| 8          | MED        | Maximiliano Meza    |     |
| 7          | DEL        | Martín Benítez      | 63' |
| 9          | DEL        | Emmanuel Gigliotti  |     |
| 21         | DEL        | Jonathan Menéndez   |     |
| Entrenador | Entrenador | Ariel Holan         |     |

| 1          | POR        | Marcelo Grohe    |     |
| 2          | DEF        | Léo Moura        |     |
| 3          | DEF        | Pedro Geromel    |     |
| 4          | DEF        | Walter Kannemann |     |
| 6          | DEF        | Bruno Cortez     |     |
| 25         | MED        | Jailson          |     |
| 8          | MED        | Maicon           |     |
| 17         | MED        | Cícero           | 84' |
| 14         | DEL        | Lima             | 52' |
| 7          | DEL        | Luan             |     |
| 11         | DEL        | Everton          | 84' |
| Entrenador | Entrenador | Renato Gaúcho    |     |

| 11 | DEL | Leandro Fernández | 63' |
| 24 | MED | Jonás Gutiérrez   | 66' |
| 4  | DEF | Nicolás Figal     | 82' |

| 23 | MED | Alisson       | 52' |
| 18 | MED | Maicosuel     | 84' |
| 9  | DEL | Jael Ferreira | 84' |

| Anotado · Autogol | 33' | Bruno Cortez | 1:1 |

| Anotado | 21' | Luan | 0:1 |

| Amonestado | 45+2' | Nicolás Domingo     |
| Amonestado | 69'   | Leandro Fernández   |
| Amonestado | 89'   | Fernando Amorebieta |

| Amonestado | 31' | Léo Moura     |
| Amonestado | 38' | Pedro Geromel |
| Amonestado | 88' | Alisson       |

| Expulsado | 27' | Emmanuel Gigliotti |

| Árbitro              | Roddy Zambrano      |
| Árbitros asistentes  | Byron Romero        |
| Árbitros asistentes  | Christian Lescano   |
| Cuarto árbitro       | Luis Quiroz         |
| Adicionales VAR      | Mario Díaz de Vivar |
| Adicionales VAR      | Gery Vargas         |
| Adicionales VAR      | Mílciades Saldívar  |
| Asesor internacional | Alberto Tejada      |
| Comisión de árbitros | Wilson Seneme       |

| 25         | POR        | Martín Campaña      |     |
| 16         | DEF        | Fabricio Bustos     | 82' |
| 2          | DEF        | Alan Franco         |     |
| 14         | DEF        | Fernando Amorebieta |     |
| 20         | DEF        | Gastón Silva        |     |
| 10         | MED        | Fernando Gaibor     | 66' |
| 5          | MED        | Nicolás Domingo     |     |
| 8          | MED        | Maximiliano Meza    |     |
| 7          | DEL        | Martín Benítez      | 63' |
| 9          | DEL        | Emmanuel Gigliotti  |     |
| 21         | DEL        | Jonathan Menéndez   |     |
| Entrenador | Entrenador | Ariel Holan         |     |

| 1          | POR        | Marcelo Grohe    |     |
| 2          | DEF        | Léo Moura        |     |
| 3          | DEF        | Pedro Geromel    |     |
| 4          | DEF        | Walter Kannemann |     |
| 6          | DEF        | Bruno Cortez     |     |
| 25         | MED        | Jailson          |     |
| 8          | MED        | Maicon           |     |
| 17         | MED        | Cícero           | 84' |
| 14         | DEL        | Lima             | 52' |
| 7          | DEL        | Luan             |     |
| 11         | DEL        | Everton          | 84' |
| Entrenador | Entrenador | Renato Gaúcho    |     |

| 11 | DEL | Leandro Fernández | 63' |
| 24 | MED | Jonás Gutiérrez   | 66' |
| 4  | DEF | Nicolás Figal     | 82' |

| 23 | MED | Alisson       | 52' |
| 18 | MED | Maicosuel     | 84' |
| 9  | DEL | Jael Ferreira | 84' |

| Anotado · Autogol | 33' | Bruno Cortez | 1:1 |

| Anotado | 21' | Luan | 0:1 |

| Amonestado | 45+2' | Nicolás Domingo     |
| Amonestado | 69'   | Leandro Fernández   |
| Amonestado | 89'   | Fernando Amorebieta |

| Amonestado | 31' | Léo Moura     |
| Amonestado | 38' | Pedro Geromel |
| Amonestado | 88' | Alisson       |

| Expulsado | 27' | Emmanuel Gigliotti |

| Árbitro              | Roddy Zambrano      |
| Árbitros asistentes  | Byron Romero        |
| Árbitros asistentes  | Christian Lescano   |
| Cuarto árbitro       | Luis Quiroz         |
| Adicionales VAR      | Mario Díaz de Vivar |
| Adicionales VAR      | Gery Vargas         |
| Adicionales VAR      | Mílciades Saldívar  |
| Asesor internacional | Alberto Tejada      |
| Comisión de árbitros | Wilson Seneme       |

### Partido de vuelta
| 21 de febrero de 2018, 21:45 (UTC-2) | Grêmio                                      | 0:0 (t. s.)(5:4 p.)        | Independiente                              | Arena do Grêmio, Porto Alegre                               |                                                             |
|                                      |                                             | Reporte                    |                                            | Asistencia: 42 921 espectadores Árbitro(s): Enrique Cáceres | Asistencia: 42 921 espectadores Árbitro(s): Enrique Cáceres |
|                                      |                                             | Tiros desde el punto penal |                                            |                                                             |                                                             |
|                                      | Maicon · Cícero · Ferreira · Everton · Luan |                            | Gaibor · Meza · Domingo · Romero · Benítez |                                                             |                                                             |

| 1          | POR        | Marcelo Grohe    |      |
| 2          | DEF        | Léo Moura        | 21'  |
| 3          | DEF        | Pedro Geromel    |      |
| 4          | DEF        | Walter Kannemann |      |
| 6          | DEF        | Bruno Cortêz     | 115' |
| 8          | MED        | Maicon           |      |
| 25         | MED        | Jailson          | 61'  |
| 23         | MED        | Alisson          | 80'  |
| 7          | MED        | Luan             |      |
| 11         | MED        | Everton          |      |
| 17         | DEL        | Cícero           |      |
| Entrenador | Entrenador | Renato Gaúcho    |      |

| 25         | POR        | Martín Campaña         |      |
| 16         | DEF        | Fabricio Bustos        | 107' |
| 2          | DEF        | Alan Franco            |      |
| 14         | DEF        | Fernando Amorebieta    |      |
| 20         | DEF        | Gastón Silva           |      |
| 5          | MED        | Nicolás Domingo        |      |
| 15         | MED        | Diego Martín Rodríguez | 46'  |
| 8          | MED        | Maximiliano Meza       |      |
| 10         | MED        | Fernando Gaibor        |      |
| 21         | MED        | Jonathan Menéndez      | 74'  |
| 11         | DEL        | Leandro Fernández      | 44'  |
| Entrenador | Entrenador | Ariel Holan            |      |

| 13 | DEF | Paulo Miranda | 21'  |
| 9  | DEL | Jael Ferreira | 61'  |
| 18 | DEL | Maicosuel     | 80'  |
| 14 | MED | Lima          | 115' |

| 4  | DEF | Nicolás Figal   | 44'  |
| 7  | MED | Martín Benítez  | 46'  |
| 18 | DEL | Silvio Romero   | 74'  |
| 24 | MED | Jonás Gutiérrez | 107' |

| Maicon        | Acierto de penal | 1:0 |                          |                  |
|               |                  | 1:1 | Acierto de penal         | Fernando Gaibor  |
| Cícero        | Acierto de penal | 2:1 |                          |                  |
|               |                  | 2:2 | Acierto de penal         | Maximiliano Meza |
| Jael Ferreira | Acierto de penal | 3:2 |                          |                  |
|               |                  | 3:3 | Acierto de penal         | Nicolás Domingo  |
| Everton       | Acierto de penal | 4:3 |                          |                  |
|               |                  | 4:4 | Acierto de penal         | Silvio Romero    |
| Luan          | Acierto de penal | 5:4 |                          |                  |
|               |                  | 5:4 | Fallo de penal (atajado) | Martín Benítez   |
|               |                  |     |                          |                  |

| Amonestado | 1'  | Alisson       |
| Amonestado | 24' | Pedro Geromel |
| Amonestado | 35' | Paulo Miranda |

| Amonestado | 15' | Diego Martín Rodríguez |
| Amonestado | 23' | Gastón Silva           |
| Amonestado | 34' | Fernando Gaibor        |

| Expulsado | 42' | Fernando Amorebieta |

| Árbitro              | Enrique Cáceres |
| Árbitros asistentes  | Eduardo Cardozo |
| Árbitros asistentes  | Juan Zorrilla   |
| Cuarto árbitro       | Éber Aquino     |
| Adicionales VAR      | Andrés Cunha    |
| Adicionales VAR      | José Argote     |
| Adicionales VAR      | Nicolás Tarán   |
| Asesor internacional | Ubaldo Aquino   |
| Comisión de árbitros | Wilson Seneme   |

| 1          | POR        | Marcelo Grohe    |      |
| 2          | DEF        | Léo Moura        | 21'  |
| 3          | DEF        | Pedro Geromel    |      |
| 4          | DEF        | Walter Kannemann |      |
| 6          | DEF        | Bruno Cortêz     | 115' |
| 8          | MED        | Maicon           |      |
| 25         | MED        | Jailson          | 61'  |
| 23         | MED        | Alisson          | 80'  |
| 7          | MED        | Luan             |      |
| 11         | MED        | Everton          |      |
| 17         | DEL        | Cícero           |      |
| Entrenador | Entrenador | Renato Gaúcho    |      |

| 25         | POR        | Martín Campaña         |      |
| 16         | DEF        | Fabricio Bustos        | 107' |
| 2          | DEF        | Alan Franco            |      |
| 14         | DEF        | Fernando Amorebieta    |      |
| 20         | DEF        | Gastón Silva           |      |
| 5          | MED        | Nicolás Domingo        |      |
| 15         | MED        | Diego Martín Rodríguez | 46'  |
| 8          | MED        | Maximiliano Meza       |      |
| 10         | MED        | Fernando Gaibor        |      |
| 21         | MED        | Jonathan Menéndez      | 74'  |
| 11         | DEL        | Leandro Fernández      | 44'  |
| Entrenador | Entrenador | Ariel Holan            |      |

| 13 | DEF | Paulo Miranda | 21'  |
| 9  | DEL | Jael Ferreira | 61'  |
| 18 | DEL | Maicosuel     | 80'  |
| 14 | MED | Lima          | 115' |

| 4  | DEF | Nicolás Figal   | 44'  |
| 7  | MED | Martín Benítez  | 46'  |
| 18 | DEL | Silvio Romero   | 74'  |
| 24 | MED | Jonás Gutiérrez | 107' |

| Maicon        | Acierto de penal | 1:0 |                          |                  |
|               |                  | 1:1 | Acierto de penal         | Fernando Gaibor  |
| Cícero        | Acierto de penal | 2:1 |                          |                  |
|               |                  | 2:2 | Acierto de penal         | Maximiliano Meza |
| Jael Ferreira | Acierto de penal | 3:2 |                          |                  |
|               |                  | 3:3 | Acierto de penal         | Nicolás Domingo  |
| Everton       | Acierto de penal | 4:3 |                          |                  |
|               |                  | 4:4 | Acierto de penal         | Silvio Romero    |
| Luan          | Acierto de penal | 5:4 |                          |                  |
|               |                  | 5:4 | Fallo de penal (atajado) | Martín Benítez   |
|               |                  |     |                          |                  |

| Amonestado | 1'  | Alisson       |
| Amonestado | 24' | Pedro Geromel |
| Amonestado | 35' | Paulo Miranda |

| Amonestado | 15' | Diego Martín Rodríguez |
| Amonestado | 23' | Gastón Silva           |
| Amonestado | 34' | Fernando Gaibor        |

| Expulsado | 42' | Fernando Amorebieta |

| Árbitro              | Enrique Cáceres |
| Árbitros asistentes  | Eduardo Cardozo |
| Árbitros asistentes  | Juan Zorrilla   |
| Cuarto árbitro       | Éber Aquino     |
| Adicionales VAR      | Andrés Cunha    |
| Adicionales VAR      | José Argote     |
| Adicionales VAR      | Nicolás Tarán   |
| Asesor internacional | Ubaldo Aquino   |
| Comisión de árbitros | Wilson Seneme   |

|                           |
| Bandera de Brasil         |
| Campeón Grêmio 2.º título |